# Kolovrat (groupe)
Pour les articles homonymes, voir Kolovrat.
Kolovrat (en russe Коловрат) est un groupe de rock russe néonazi prônant le nationalisme radical,.

## Histoire
Le groupe s'est formé en 1994 à Moscou. Kolovrat est devenu le premier groupe de rock russe à promouvoir explicitement le nationalisme et le racisme. Il est mené par Denis Gerasimov, auteur des musiques, des paroles et des arrangements. Mis à part lui, la composition du groupe a changé tout au long de son existence.
La mort du bassiste Igor Dronov (31 janvier 1977 - 12 juin 1999) fut une grande perte pour le groupe car il était à l'origine de la formation du groupe et a pris une part active dans l'élaboration de son style musical. Au début des années 2000, le groupe ouvre son site internet.
En 2004, après un concert en république tchèque, Denis Gerasimov a été arrêté pour promotion du nazisme, mais il a été acquitté par le parquet de Prague après avoir expliqué que le symbole slave kolovrat du groupe est sénestre lors que la croix gammée est dextre, et qu'en adoptant des idées d'extrême-droite le groupe est « simplement dans l'air du temps de l'Europe du XXIe siècle »,.

## Membres du groupe
- Denis Gerasimov - chant, composition

### Anciens membres
- Alexander Timonichev - chant
- Max Romanenko - guitare, chœurs
- Dmitry Ezepov - basse
- Vyacheslav Tchekmenev - batterie
- Igor Dronov - basse
- Dmitry - Chant, claviers